# Pan Am (serie televisiva)
Pan Am è una serie televisiva statunitense prodotta dal 2011 al 2012.
La serie è incentrata sulle vicende di alcuni piloti e assistenti di volo della compagnia aerea Pan Am durante gli anni 60 del XX secolo.
Creata da Jack Orman per la ABC, ha debuttato in prima visione il 25 settembre 2011. In Italia la serie è stata trasmessa per la prima volta sul canale satellitare Fox Life dal 9 gennaio 2012, mentre in chiaro ha debuttato su Cielo il 22 aprile 2012 con un'anteprima dell'episodio pilota per poi essere trasmessa interamente dal 16 settembre al 22 dicembre 2012.

## Trama
1963. Con il mondo occidentale in piena rivoluzione culturale, la modernità e il lusso sono rappresentati dal trasporto aereo, e la Pan American World Airways è leader nel settore. I piloti sono visti come rockstar, mentre le hostess sono donne desiderabili e invidiate; queste ultime vivono infatti la rara opportunità di viaggiare fuori del Paese, qualcosa che, in un'epoca ancora pre-femminista, la maggior parte delle ragazze può solo sognare. Per rappresentare al meglio la compagnia vengono scelti giovani di bell'aspetto, educati e colti: tra loro vi sono il giovane pilota Dean, un ragazzo ambizioso e carismatico che assume presto una posizione di leadership nella compagnia nonostante la giovane età, e il primo ufficiale Ted, proveniente da una ricca e facoltosa famiglia; tra le assistenti di volo vi sono la ribelle Maggie, l'emancipata Colette e le sorelle Kate e Laura.

## Episodi
| Stagione       | Episodi | Prima TV USA | Prima TV Italia |
| -------------- | ------- | ------------ | --------------- |
| Prima stagione | 14      | 2011-2012    | 2012            |

## Personaggi e interpreti

### Personaggi principali
- Margaret "Maggie" Ryan, interpretata da Christina Ricci, doppiata da Domitilla D'Amico.
È il commissario di bordo dell'equipaggio. Ribelle e sfacciata coi superiori, spesso ama trasgredire le regole. Seguace della Beat Generation e sensibile alle idee pre-femministe del periodo, si interessa di cultura, letteratura e politica.
- Laura Cameron, interpretata da Margot Robbie, doppiata da Valentina Favazza.
È l'ultima arrivata nell'equipaggio, una hostess giovane e carina, ma ancora timida e inesperta; nonostante ciò, una sua foto pubblicata in copertina da Life l'ha resa famosa in tutto il mondo, facendone il simbolo della Pan Am. Ha scelto di diventare una hostess fuggendo dal suo matrimonio, ribellandosi al volere della madre e seguendo la carriera della sorella maggiore Kate.
- Ted Vanderway, interpretato da Michael Mosley, doppiato da Alessio Cigliano.
È il primo ufficiale dell'equipaggio. Ex pilota collaudatore della United States Navy, è stato congedato con onore dalla marina dopo un discusso incidente aereo, che gli ha precluso la partecipazione al Programma Apollo.
- Colette Valois, interpretata da Karine Vanasse, doppiata da Valentina Mari.
È una hostess francese della Pan Am. Rimasta orfana durante la Campagna di Francia, nutre ancora un forte risentimento verso la Germania. Sogna di diventare una pilota di aerei di linea.
- Dean Lowrey, interpretato da Mike Vogel, doppiato da Marco Vivio.
È un pilota di Boeing 707. Nonostante la giovane età, è stato da poco promosso a capitano della Pan Am per le rotte internazionali.
- Catherine "Kate" Cameron, interpretata da Kelli Garner, doppiata da Chiara Gioncardi.
È una hostess trilingue, sorella maggiore di Laura. Spinta da ideali patriottici, si è arruolata nella CIA e utilizza il suo lavoro alla Pan Am come copertura per le sue missioni segrete in giro per il mondo durante la guerra fredda.
- Bridget Pierce, interpretata da Annabelle Wallis, doppiata da Benedetta Degli Innocenti.
È una hostess britannica. Commissario di bordo della Pan Am e fidanzata di Dean fino a poco tempo prima, scompare improvvisamente senza apparente motivo; in realtà per avere salva la vita, essendo una spia in pericolo dell'MI6. Come l'amica Kate, anche lei utilizzava il suo ruolo come copertura per le sue operazioni.

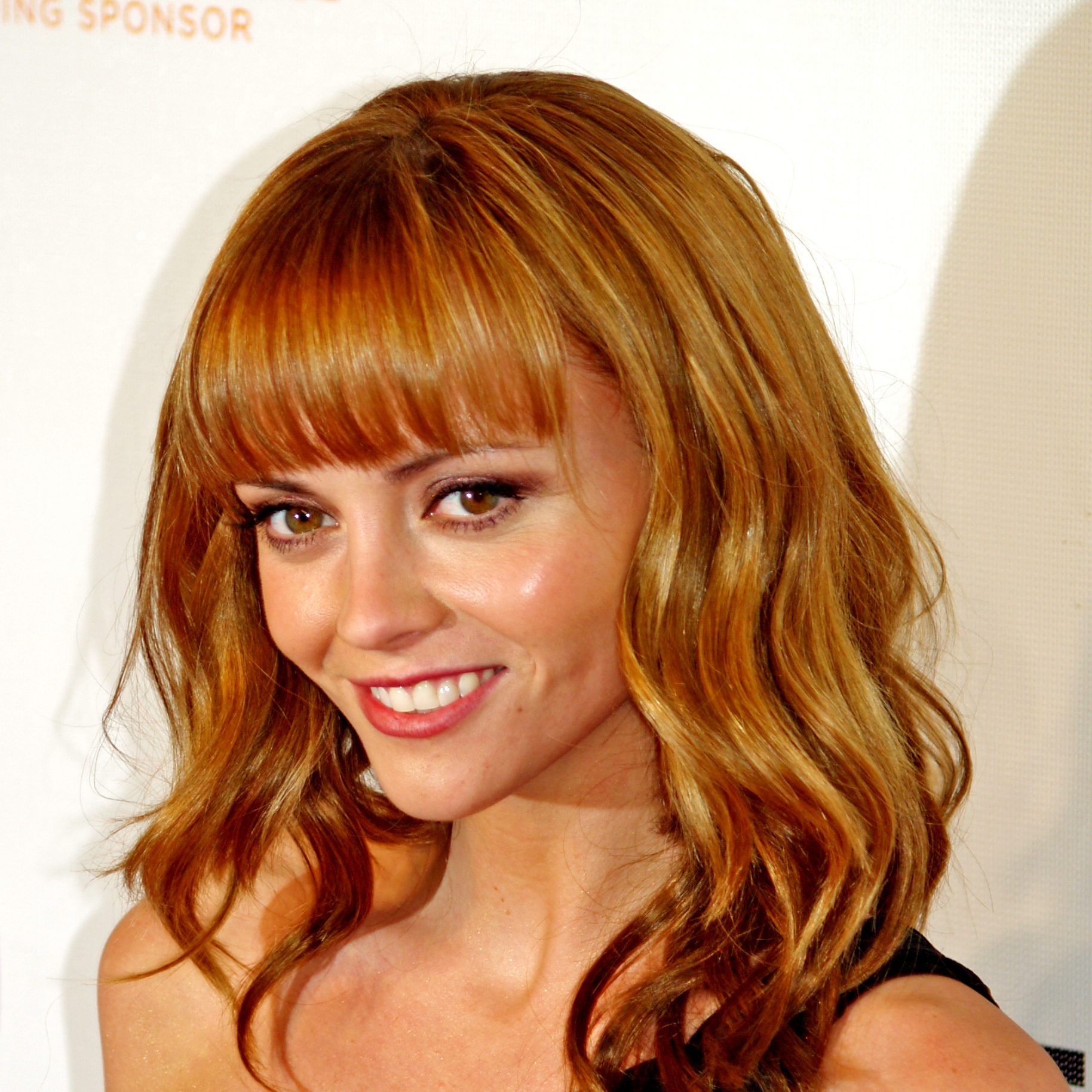
Christina Ricci interpreta Maggie Ryan
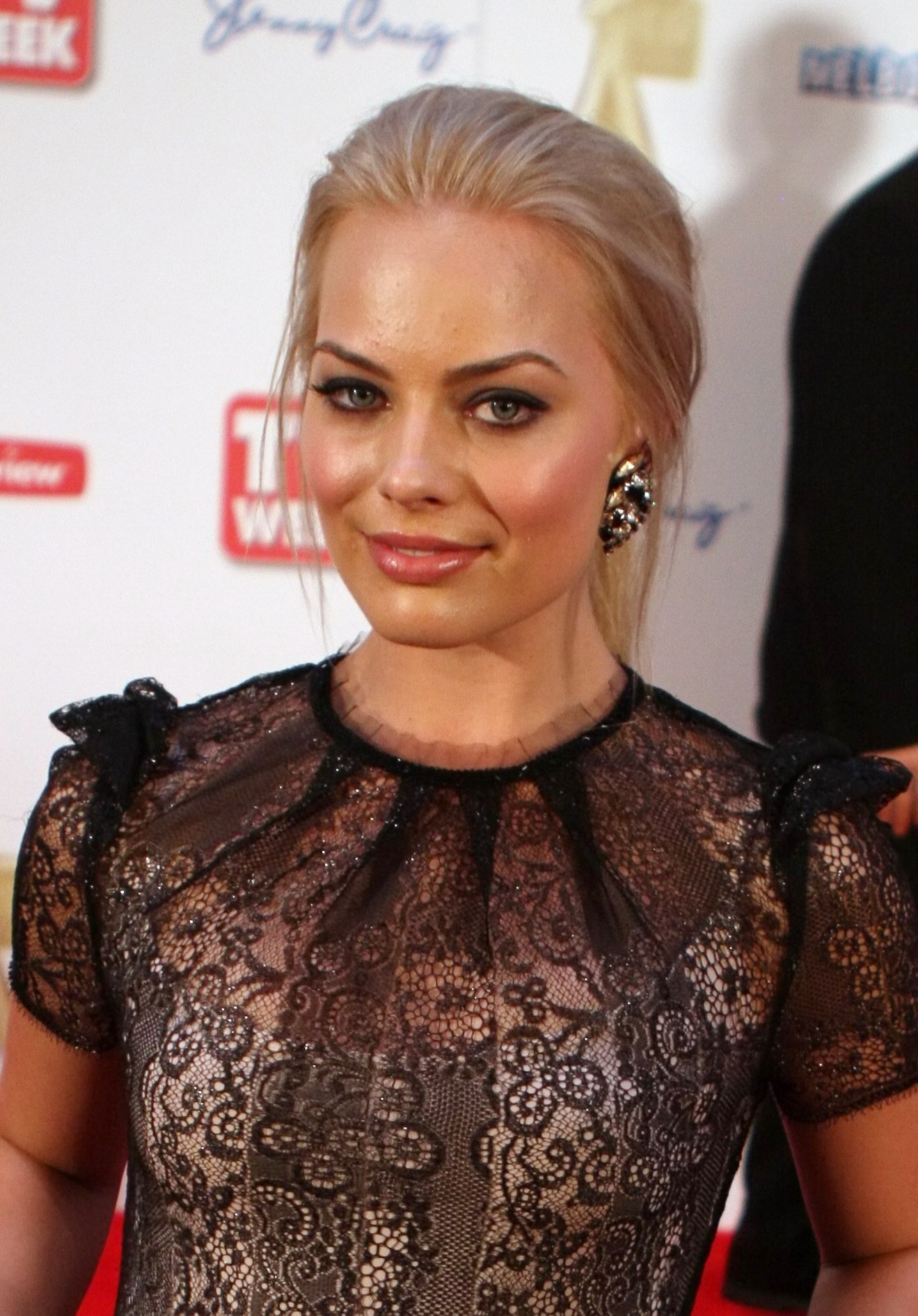
Margot Robbie interpreta Laura Cameron
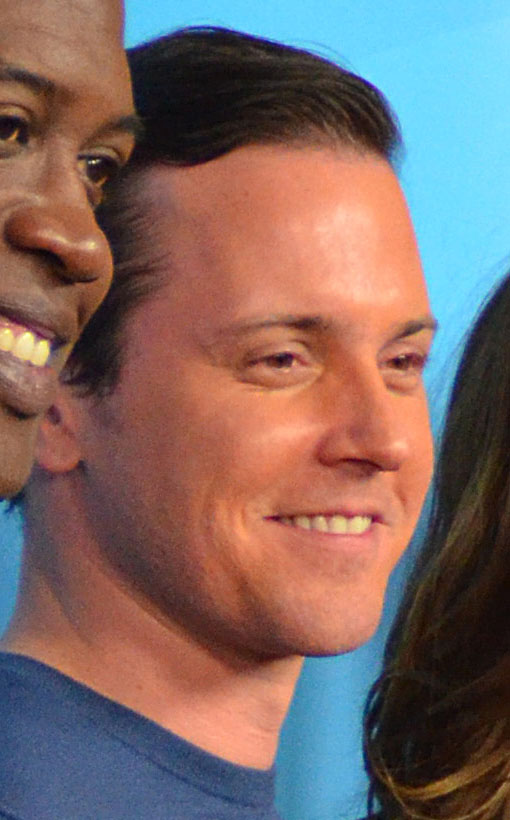
Michael Mosley interpreta Ted Vanderway
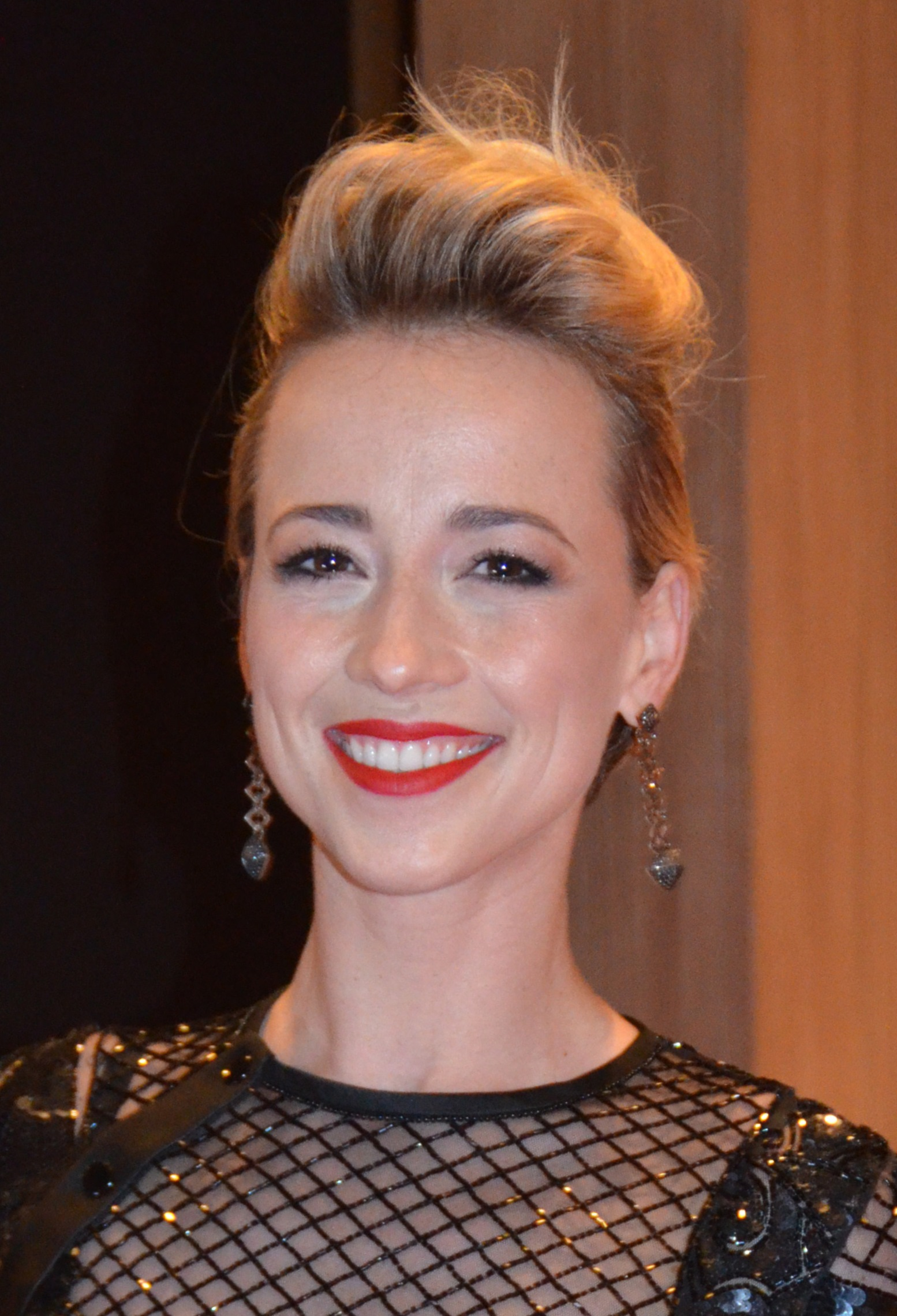
Karine Vanasse interpreta Colette Valois
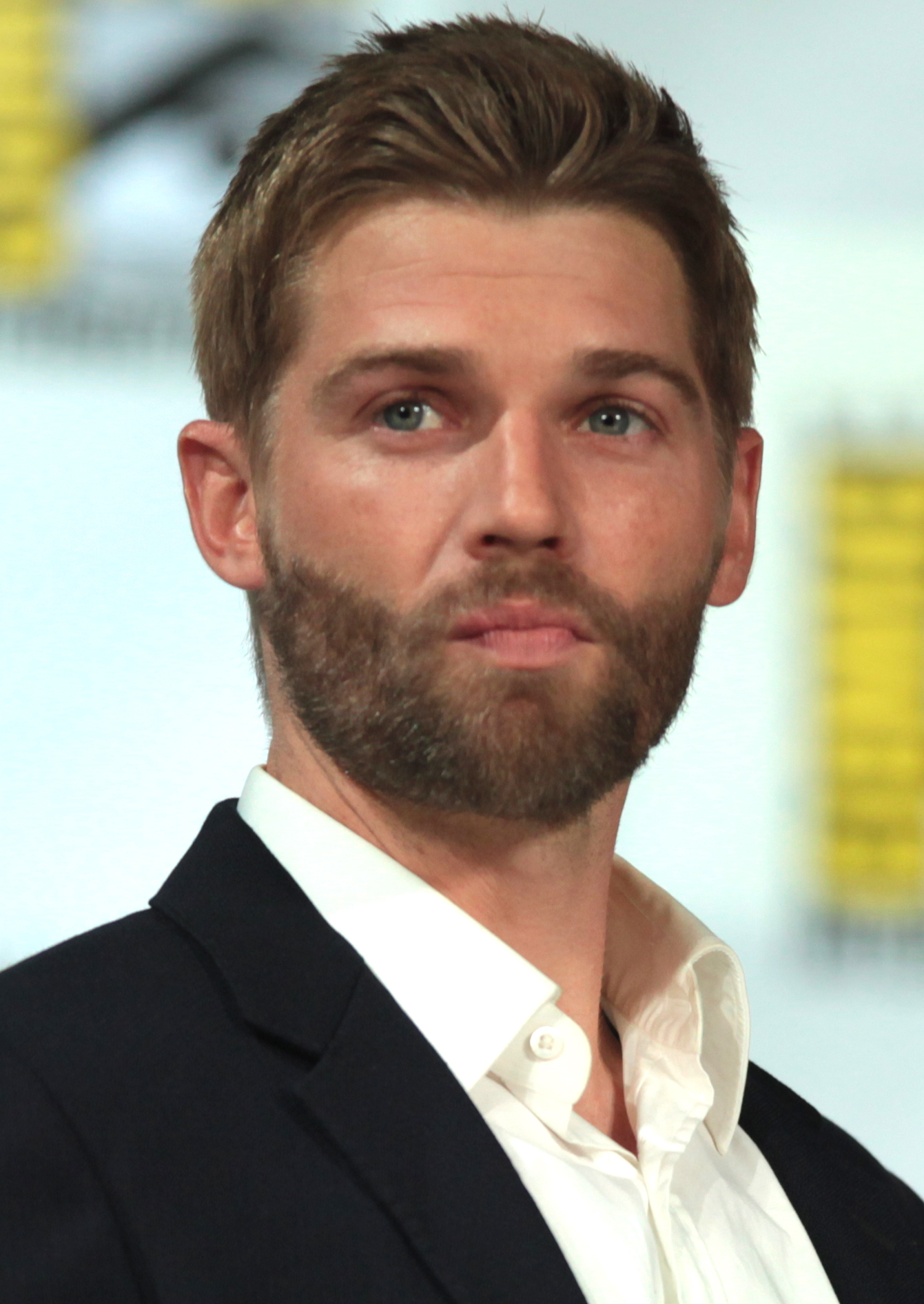
Mike Vogel interpreta Dean Lowrey
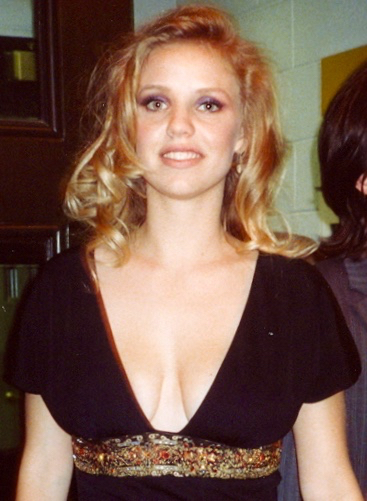
Kelli Garner interpreta Kate Cameron
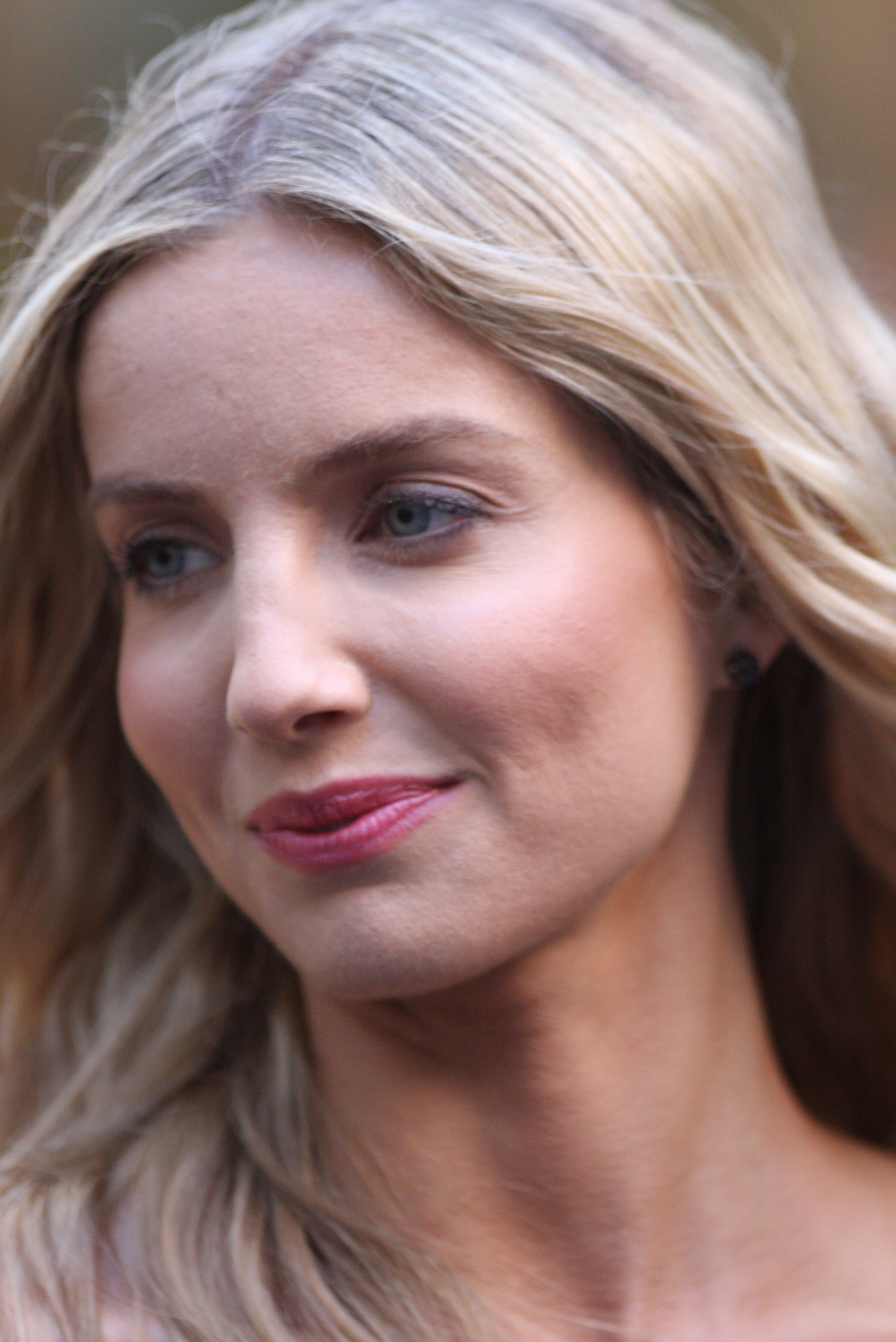
Anabelle Wallis interpreta di Bridget Pierc

### Personaggi secondari
- Richard Parks, interpretato da Jeremy Davidson, doppiato da Fabio Boccanera.
È un agente della CIA di stanza a New York. È il mentore di Kate.
- Sanjeev, interpretato da Kal Parekh.
È il tecnico di volo dell'equipaggio, di origine indiana.
- Roger Anderson, interpretato da David Harbour, doppiato da Alessandro Budroni.
È un agente segreto dell'MI6 di stanza a Londra. È il principale contatto di Kate nelle sue missioni.
- Niko Lonza, interpretato da Goran Višnjić, doppiato da Paolo Marchese.
È un agente diplomatico jugoslavo di stanza alle Nazioni Unite di New York. Si innamora, ricambiato, di Kate.
- Amanda Mason, interpretata da Ashley Greene, doppiata da Benedetta Ponticelli.
È un'amica d'infanzia di Ted, per cui lui ha sempre avuto un debole.
- Ginny Saddler, interpretata da Erin Cummings, doppiata da Ilaria Stagni.
È una segretaria e amante del vicepresidente della Pan Am che ha una storia poco longeva con Dean.
- Everett Henson, interpretato da Scott Cohen, doppiato da Fabrizio Pucci.
Vice Presidente della Pan Am.
- Chris Rawlings, interpretato da Chris Beetem, doppiato da Francesco Bulckaen
Uomo del Congresso che ha una storia con Maggie, la quale pubblica un articolo scandaloso su di lui, il quale la lascia.
- Signora Havemayer, interpretata da Veanne Cox, doppiata da Anna Cugini.
Donna severa che "misura" le hostess, presa di mira da Maggie.
- Mike Ruskin, interpretato da Colin Donnell, doppiato da Alessandro Rigotti.
È un giornalista del The Village Voice che aiuta Maggie a vedere il suo idolo, John F. Kennedy.
- George Broyles, interpretato da Darren Pettie, doppiato da Massimo Bitossi.
"Dio del cielo" che usa la Pan Am come trasporto per liquori e sigarette da vendere illegalmente. Maggie diventa suo partner.
- Douglas Vanderway, interpretato Jay O. Sanders, doppiato da Ambrogio Colombo.
Padre di Ted.

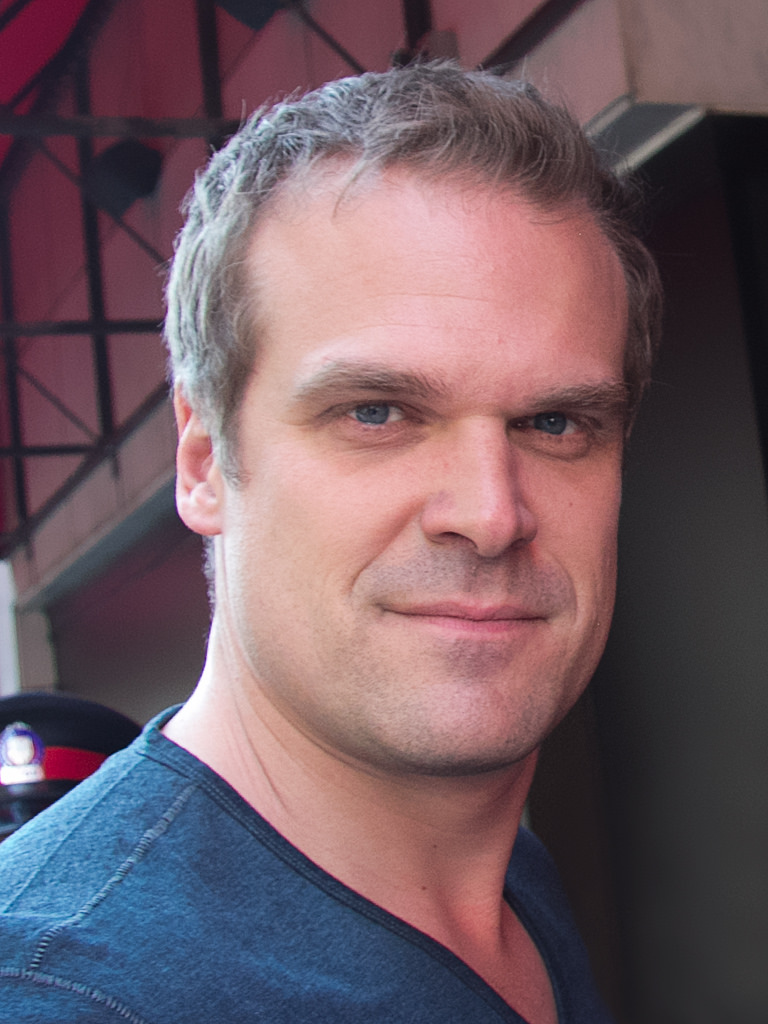
David Harbour interpreta Roger Anderson
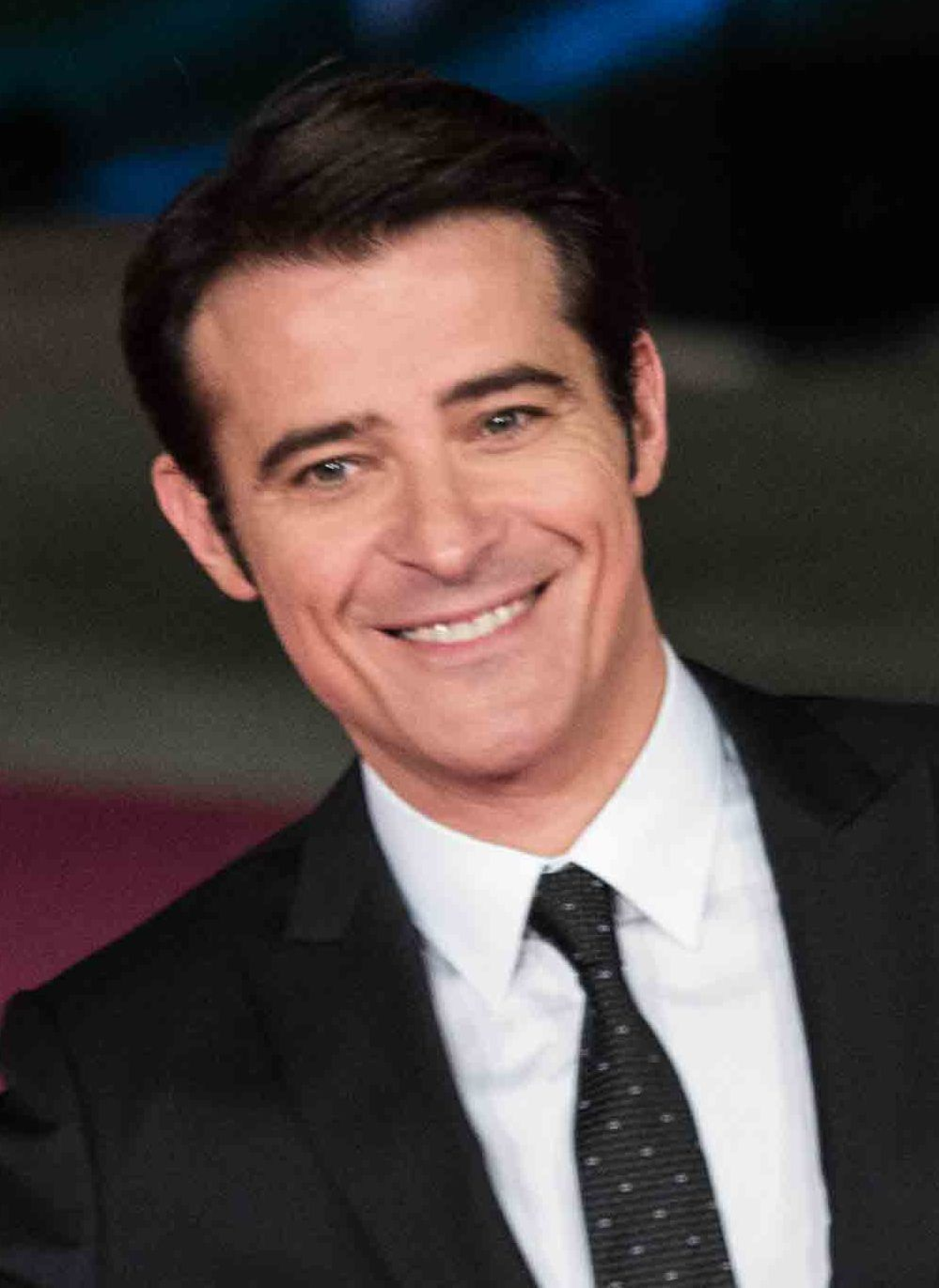
Goran Višnjić interpreta Niko Lonza
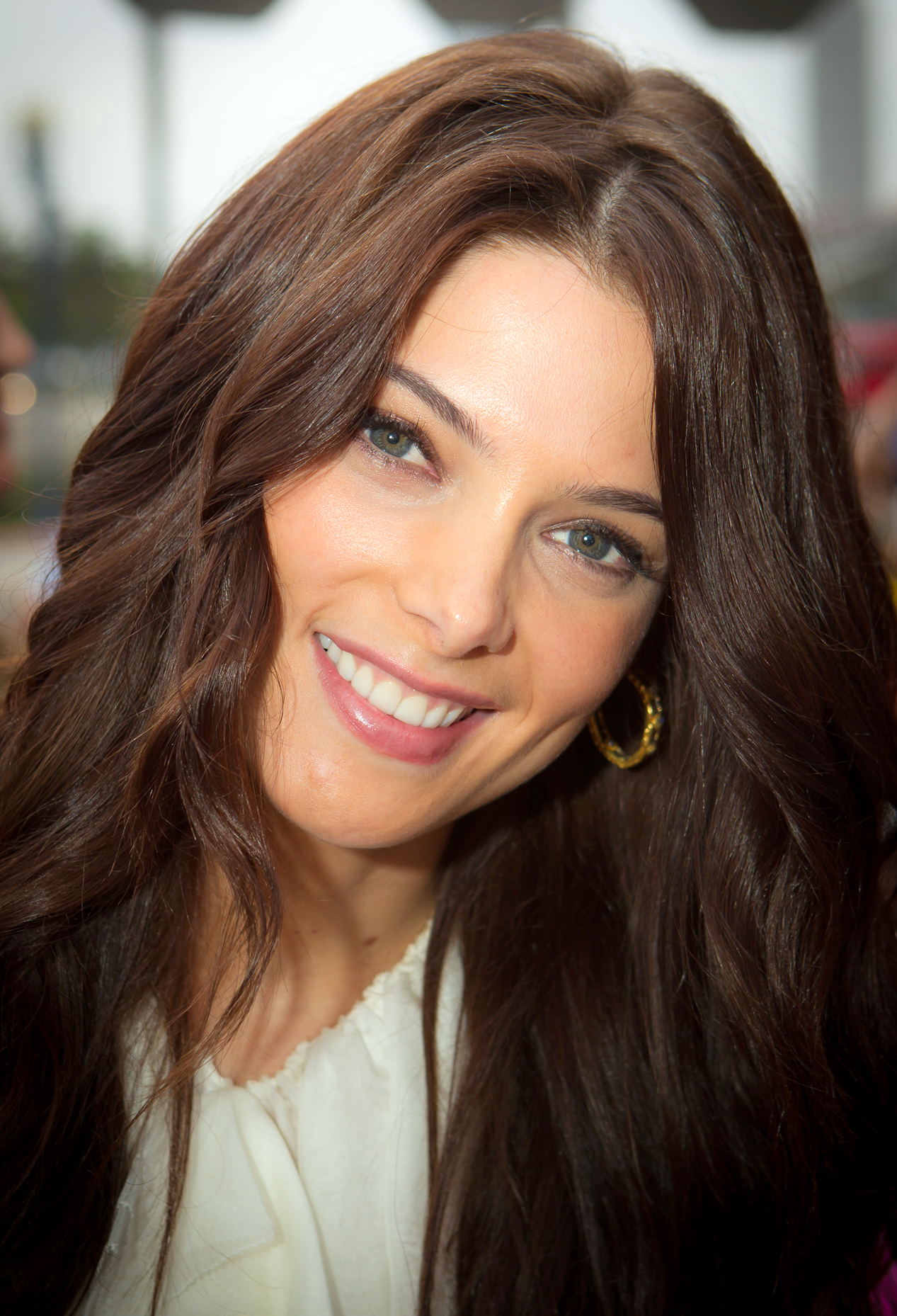
Ashley Greene interpreta Amanda Mason
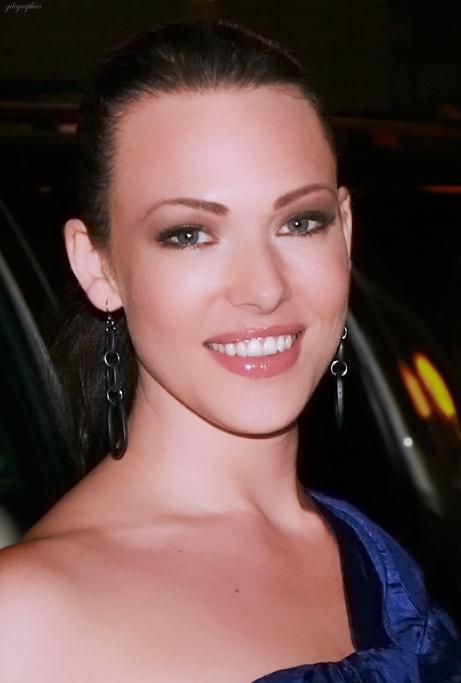
Erin Cummings interpreta Ginny Saddler
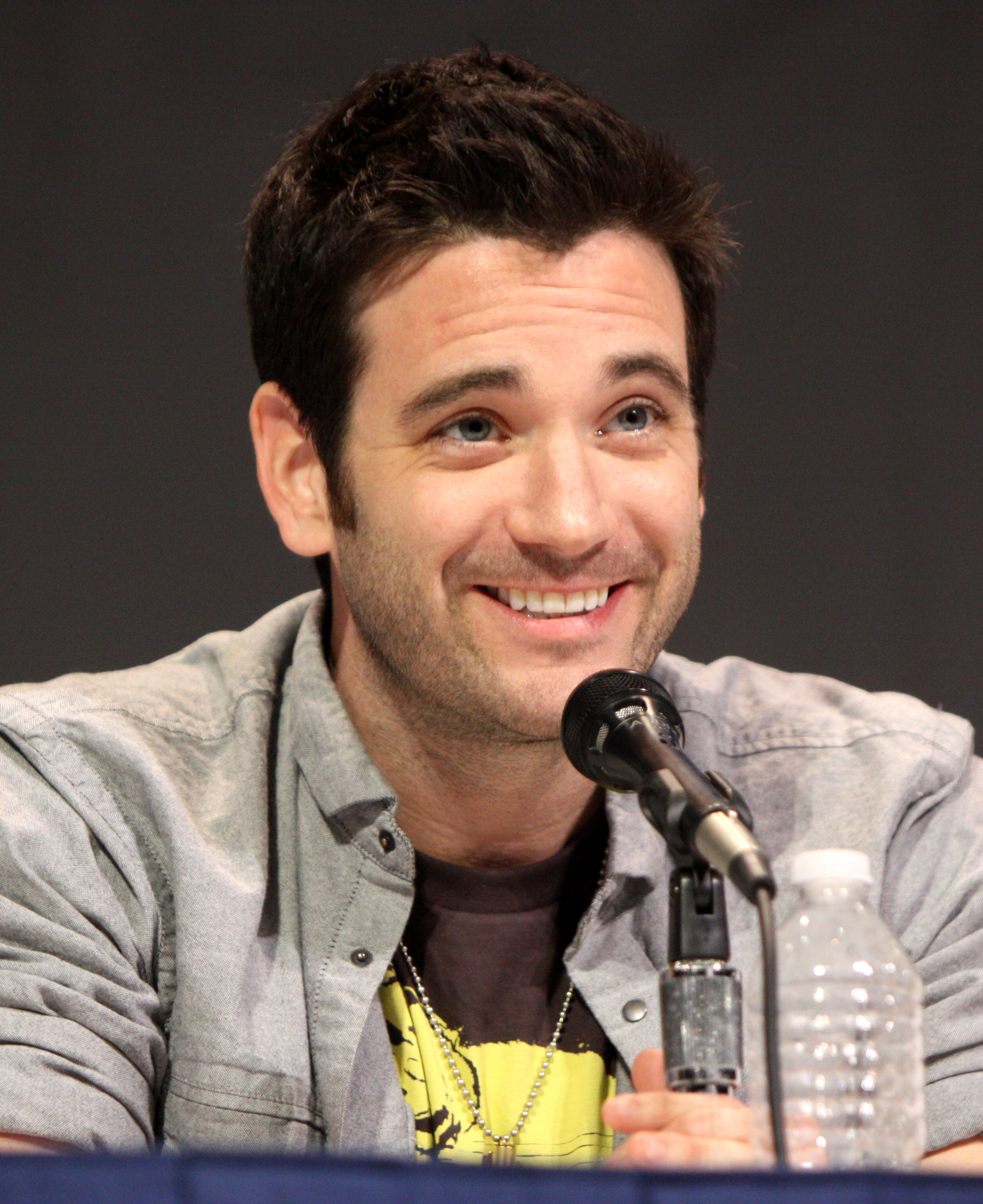
Colin Donnell interpreta Mike Ruskin

## Produzione
La serie, prodotta da Sony Pictures Television, è stata ordinata dal network statunitense ABC nel maggio 2011 in vista della stagione televisiva 2011-2012. Per poter utilizzare nome e logo della scomparsa Pan American World Airways, la Sony ha ottenuto i diritti dalla Pan Am Systems, una compagnia ferroviaria del New Hampshire che aveva acquisito il marchio Pan Am nel 1998. L'episodio pilota è stato diretto da Thomas Schlamme e scritto da Jack Orman, ed ebbe un costo stimato di 10 milioni di dollari. La ABC commissionò 5 ulteriori episodi nel novembre del 2011, aggiungendo infine un quattordicesimo episodio alla serie. A metà della trasmissione, Steven Maeda venne nominato nuovo showrunner della serie, con il compito di enfatizzarne l'aspetto di soap opera.
Nonostante gli episodi mostrino i personaggi in varie parti del mondo, la serie è stata girata all'ex cantiere navale di New York e in altre location nei pressi della città. Parti dell'episodio pilota vennero girate ai Gold Coast Studios di Bethpage, Long Island; la replica a grandezza naturale di un Boeing 707 della Pan Am era contenuta in un hangar sul lungomare di Brooklyn.

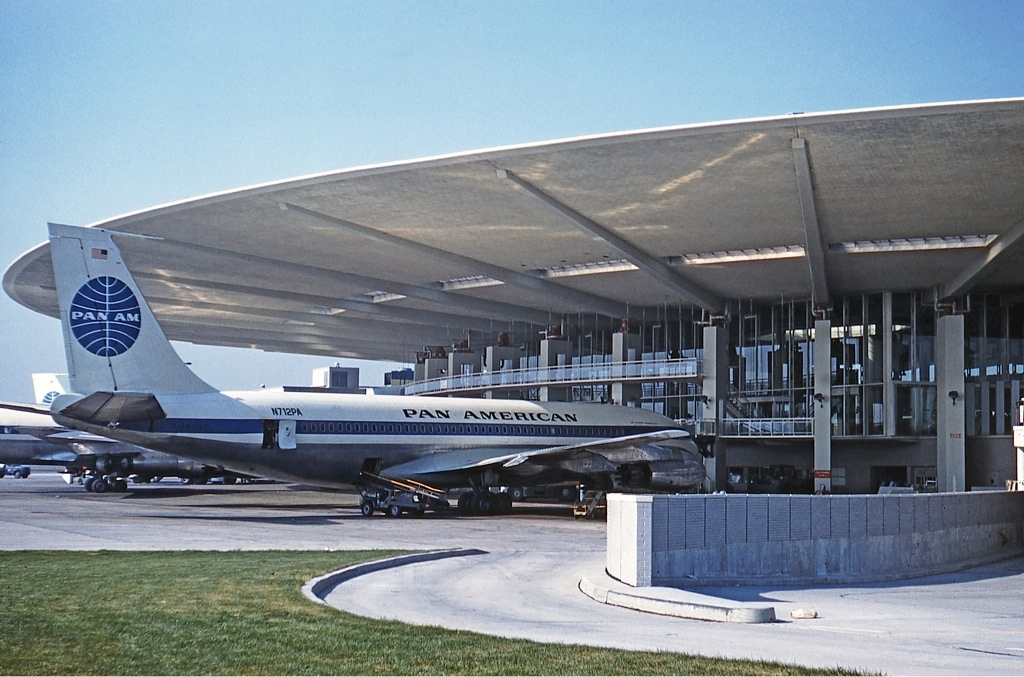
Un Boeing 707 della Pan Am al Worldport dell'allora New York International Airport, 1961: la location, demolita nel biennio 2013-14, e che al momento delle riprese di Pan Am già versava in pericolo di conservazione, è stata ricreata nella serie grazie all'uso della computer grafica.

Nancy Hult Ganis, hostess per la Pan Am tra il 1968 e il 1976, fu tra i produttori della serie e ricercò fonti e materiale storico negli archivi della Pan Am all'Università di Miami, per rendere la ricostruzione quanto più possibile fedele alla realtà. Le uniformi delle hostess vennero create utilizzando il processo produttivo degli anni 1960, sulla base di un capo originale che venne studiato nei minimi dettagli. Tra i rari anacronismi, il logo della Pan Am mostrato nella sigla non è corretto per il periodo in cui è ambientata la serie. Fino al 1973, le lettere di "Pan Am" all'interno del globo blu non si toccavano tra di loro; nel 1970 il logo venne modificato, lasciando il globo vuoto e la scritta "Pan Am" alla sua destra; solo nel 1973 la scritta venne riportata all'interno del globo, con le lettere che si sovrappongono tra loro.
A novembre del 2011, i media specularono che la serie fosse stata cancellata dalla ABC, sulla base di un commento di Karine Vanasse sul futuro della trasmissione; nell'immediato il network negò le indiscrezioni, pianificando di completare 14 episodi e rimandando la decisione sulla realizzazione di una seconda stagione a un momento successivo. L'11 maggio 2012 la ABC ha cancellato ufficialmente la serie a causa dei bassi ascolti. Nel corso del mese di maggio, Sony Pictures Television trattò con Amazon per produrre una seconda stagione da trasmettere sulla loro piattaforma di streaming, visto il successo ottenuto dalla serie fuori dagli Stati Uniti: tuttavia, non avendo raggiunto un accordo con Amazon, i produttori cancellarono definitivamente la serie il 20 giugno 2012, dopo la scadenza dei contratti del cast.

## Critica
Metacritic assegna alla serie un punteggio di 68 basato su 28 recensioni, indicando una ricezione generalmente favorevole. Heather Hogan di AfterEllen.com ha valutato la serie positivamente, spiegando che «Continuo ad essere impressionata dal modo impenitente in cui Pan Am metta le donne in primo piano in ogni situazione. Non credo che Pan Am sappia ancora che tipo di serie voglia essere. Ma non credo neanche che questo sia un problema, perché ogni sua sfaccettatura — dramma sulla guerra fredda, sul femminismo, soap opera nostalgica — ha qualcosa da offrire». Gli episodi successivi hanno tuttavia ricevuto punteggi più bassi, per la perdita dell'attenzione sulle donne e per l'inserimento di vicende romantiche. Matthew Gilbert del Boston Globe ha dato alla serie una valutazione "B", scrivendo che «Il romanticismo e l'innocenza gradevolmente stilizzata del periodo danno assuefazione, ma la sottotrama di spionaggio, collegata alla storia politica del tempo, è assurda. E il messaggio dell'emancipazione femminile emerge debolmente». The Insider l'ha inserita nella sua lista delle migliori nuove serie autunnali della stagione 2011-12.
I media hanno notato che nessuno dei personaggi principali fuma, nonostante questa fosse all'epoca una pratica comune sui voli e negli aeroporti; ciò poiché in tempi moderni la Disney, di cui la ABC fa parte, proibisce l'uso del tabacco da parte dei protagonisti, in modo da non promuovere tale pratica. Il produttore Thomas Schlamme definì questo «l'unico imbroglio revisionista», dicendo di aver già affrontato una simile restrizione nel dirigere un'altra serie per la ABC. Alcune comparse sono comunque visibili mentre fumano sullo sfondo.
Nel Regno Unito, Melissa Whitworth del Daily Telegraph scrisse che Pan Am aveva scelto di «aerografare» gli anni 1960, in quanto mostra una visione «romanzata» di tale epoca. Colin Kennedy e Sharon Lougher della locale edizione di Metro dissero che la serie è «fastidiosamente attratta dalla suo stesso senso dello stile», commentando tuttavia che le sue vicende rendessero la soap un «piacere proibito». Euan Ferguson del Guardian ha lodato Christina Ricci come indicatore positivo della qualità della recitazione, ma ha criticato il cast in generale, sostenendo che le similitudini nell'aspetto e le uniformi identiche rendessero difficile per gli spettatori riconoscere i personaggi; sempre sulla testata londinese, al contrario Emma Brockes ha lodato il cast per aver regalato delle «performance convincenti». In Irlanda, Pat Stacey dell'Evening Herald ha invece scritto che la serie mostra «vicende sciocche» e «dialoghi stucchevoli», tacciandola di «elevata mediocrità».
Scott McCartney del Wall Street Journal scrive che la serie ha evidenziato «l'eleganza e l'emozione» del trasporto aereo dei primi anni 1960, e aggiunge che ex dipendenti della compagnia ritengono la serie una riproduzione accurata, fatta eccezione per alcune aggiunte di «glamour hollywoodiano».

L'Association of Flight Attendants, il più grande sindacato mondiale di assistenti di volo, ha rilasciato una dichiarazione dopo il lancio della serie, dicendo che questa ricorda i progressi compiuti dalle hostess a partire dalle ingiustizie sociali dell'epoca: 
In un'intervista del 2018, ricordando l'insuccesso di Pan Am, Christina Ricci commentò: «Penso che non avrebbe dovuto essere trasmessa da un network televisivo. Credo che se fosse stata sulla pay tv o in streaming, si sarebbe stati in grado di fare molto di più. Fare una serie su quel periodo storico, e doverla fare così politically correct non ha senso, perché così non c'è più sostanza», rimanendo tuttavia molto fiera dell'opera, definita «veramente ben fatta».

## Riconoscimenti
- 2012 - Rose d'Or Awards
  - Migliore serie
- 2012 - Premio Emmy
  - Nomination Migliore fotografia a John Lindley (per l'episodio Benvenuti a bordo)
  - Nomination Migliore composizione musicale - Colonna sonora originale drammatica a Blake Neely (per l'episodio Benvenuti a bordo)
  - Nomination Migliori effetti speciali visivi (per l'episodio Benvenuti a bordo)
- 2012 - People's Choice Awards
  - Nomination Miglior nuova serie TV drammatica
- 2012 - ASC Award
  - Nomination Migliore fotografia a John Lindley (per l'episodio Benvenuti a bordo)
- 2012 - VES Award
  - Nomination Miglior ambiente creato in un programma radio o TV
  - Nomination Migliori effetti visivi di supporto in un programma TV (per l'episodio Benvenuti a bordo)
- 2012 - Art Directors Guild Award
  - Nomination Migliore scenografia (per l'episodio Benvenuti a bordo)
- 2012 - Costume Designers Guild Award
  - Nomination Migliori costumi per una serie TV - Period Drama/Fantasy ad Ane Crabtree